# Colli Bolognesi Sauvignon Terre di Montebudello
Le Colli Bolognesi Sauvignon Terre di Montebudello est un vin blanc italien de la région Émilie-Romagne doté d'une appellation DOC depuis le 29 mai 1975. Seuls ont droit à la DOC les vins récoltés à l'intérieur de l'aire de production définie par le décret.

## Aire de l'appellation
La sous-zone « Terre di Montebudello » est définie par des parcelles dans les communes de Monteveglio et Bazzano, dans la province de Bologne et Savignano sul Panaro, dans la province de Modène.

## Caractéristiques organoleptiques
- couleur : jaune paille plus ou moins intense
- odeur : délicat, caractéristique, légèrement aromatique
- saveur : sec, plein, harmonique.

Le Colli Bolognesi Sauvignon Terre di Montebudello se déguste à une température comprise entre 8 et 10 °C.  Il se gardera 2 - 3 ans.

## Production
Province, saison, volume en hectolitres :
- pas de données disponibles